# Bahama
Bahama (з ісл. Багама) — ісландська пісня-гіт 2008 року, яку виконав співак Інґольфур Лорарінссон. Пісня стоїть на другій позиції в альбомі Góðar stundir (з ісл. Хороші часи). Улітку 2008 року Bahama, впродовж вісьмох тижнів поспіль, перебувала на найвищих щаблях ісландських чартів.